# Семячкин, Николай Акимович
Никола́й Аки́мович Се́мячкин (21 ноября 1891, пос. Копосово, Балахнинский уезд, Нижегородская губерния, Российская империя — 7 ноября 1971, Йошкар-Ола, Марийская АССР, РСФСР, СССР) — советский партийный и административный деятель. Управляющий Марийским рыбопромышленным трестом (1943—1945), председатель партийной комиссии при Марийском обкоме КПСС (1953–1959). Почётный гражданин Йошкар-Олы (1970). Кавалер ордена Ленина (1967). Член РСДРП с 1917 года.

## Биография
Родился 21 ноября 1891 года в пос. Копосово Балахнинского уезда Нижегородской губернии (ныне – г. Нижний Новгород) в семье рабочих. 
С 1913 года – слесарь-инструментальщик Коломенского завода. В 1917 году принят в РСДРП, в том же году стал участником установления советской власти в Коломне.
С 1929 года находился на партийной работе в Московской и Рязанской областях.
В 1941 году направлен в Йошкар-Олу: инструктор Марийского обкома ВКП(б), с 1943 года – управляющий Марийским рыбопромышленным трестом. С 1945 года – секретарь партийной коллегии, в 1953–1959 годах – председатель партийной комиссии при Марийском обкоме КПСС.
В 1955–1963 годах избирался депутатом Верховного Совета Марийской АССР IV–V созыва.
Награждён орденами Ленина, Трудового Красного Знамени, медалями, а также 4-мя почётными грамотами Президиума Верховного Совета Марийской АССР. В 1970 году присвоено звание «Почётный гражданин Йошкар-Олы».
Ушёл из жизни 7 ноября 1971 года в Йошкар-Оле.

## Звания и награды
- Почётный гражданин Йошкар-Олы (1970)[1][2]
- Орден Ленина (1967) – в связи с 50-летием советской власти[1][2]
- Орден Трудового Красного Знамени (1951)[1][2]
- Медаль «За доблестный труд. В ознаменование 100-летия со дня рождения Владимира Ильича Ленина»[1][2]
- Почётная грамота Президиума Верховного Совета Марийской АССР (1946, 1951, 1957, 1961)[1][2]

## Память
В 2011 году, к юбилеям Почётных граждан Йошкар-Олы, в том числе и к 120-летию со дня рождения Н. А. Семячкина, в Музее истории города Йошкар-Олы была открыта выставка «Город ими гордится». 